# Cecil Cooke
Cecil George Cooke (Nasáu, 31 de mayo de 1923-Nasáu, 1 de mayo de 1983) fue un deportista bahameño que compitió en vela en la clase Star. Participó en los Juegos Olímpicos de Tokio 1964, obteniendo una medalla de oro en la clase Star.

## Palmarés internacional
| Juegos Olímpicos | Juegos Olímpicos | Juegos Olímpicos | Juegos Olímpicos |
| Año              | Lugar            | Medalla          | Clase            |
| ---------------- | ---------------- | ---------------- | ---------------- |
| 1964             | Tokio (Japón)    | Medalla de oro   | Star             |